# Alessandra Cappellotto
Alessandra Cappellotto (Sarcedo, província de Vicenza, 27 d'agost de 1968) va ser una ciclista italiana. El seu èxit més important va ser el Campionat del Món en ruta de 1997.
És germana de la també ciclista Valeria Cappellotto.

## Palmarès en ruta
- 1992
  - 1a al Gran Premi Okinawa
  - 1a al Giro del Friül
- 1995
  - Vencedora d'una etapa al Giro d'Itàlia
  - Vencedora de 2 etapes al Tour ciclista femení
- 1996
  - Vencedora d'una etapa al Giro del Trentino
  - Vencedora d'una etapa al Giro d'Itàlia
  - Vencedora d'una etapa al Tour ciclista femení
- 1997
  -  Campiona del Món en ruta
  - 1r al Chrono champenois
  - 1a a la Volta a Turíngia i vencedora d'una etapa
  - Vencedora d'una etapa al Giro del Trentino
  - Vencedora d'una etapa a l'Emakumeen Bira
- 1998
  - 1a al Trofeu Internacional
  - Vencedora d'una etapa al Gran Bucle
- 2000
  - Vencedora d'una etapa al Gran Bucle
  - Vencedora de 2 etapes al Giro d'Itàlia
  - Vencedora d'una etapa al Giro de Toscana-Memorial Michela Fanini
- 2001
  -  Campiona d'Itàlia en contrarellotge
- 2002
  - 1a al Gran Premi de Dottignies
- 2003
  -  Campiona d'Itàlia en ruta